# Letalski center Maribor
Letalski center Maribor (skraćenica LCM ) je najstariji motorizirani slovenski aeroklub koji djeluje na Mariborskom aerodromu. Osnovan je 20 prosinca 1927 pod imenom: »Naša krila«. Osnovna djelatnost LCM-a je zrakoplovna škola. U svojoj povijesti nosio je više imena: Naša krila, Aeroklub Maribor, Aeroklub Žarko Majcen a od 1967 godine nosi naziv koji nosi i danas: Letalski center Maribor. Danas je Letalski center Maribor vodeći veliki slovenski zrakoplovni klub po: zrakoplovnom osoblju, veličini flote, kapacitetima zrakoplovne škole, broju članova kluba, ravnopravnosti članova, veličini organizacije i broju raznih dodatnih aktivnosti. Godišnje se u LCM-u naleti oko 3.500 sati i izvrši 10.000 letova.

## Organizacija
Odjeljci u LCM-u su:
- Motorna sekcija, baziran na EASA CS-23 certificiranom zrakoplovu općeg zrakoplovstva do 5700 kg. Upravlja američkim zrakoplovima s 2, 4 i 6 sjedala, s jednim ili dva motora. Leti po pravilima: VFR, NVFR, SVFR, IFR. Piloti posjeduju licence: EASA PPL(A), EASA CPL(A), EASA ATPL(A), pri čemu su CPL i ATPL piloti profesionalni temelj europske škole leta i letačkih operacija.
- Ultralaka sekcija je bazirana isključivo na dvosjedima u skladu s nacionalnom regulativom: Pravilnik o ultralakim letjelicama UL do 600 kg. Leti isključivo prema pravilima: dnevni VFR. Odjeljak nudi najjeftiniji motorni let. Piloti posjeduju licence: nacionalna slovenska licenca UL.
- Jadralna sekcija, bazirana na EASA CS-22 certificiranim jedrilicama. Radi s jedrilicama s 1 i 2 sjedala. Radi prema dnevnim VFR pravilima. Piloti posjeduju EASA SPL licence.
- Padobranska sekcija, na temelju nacionalnih propisa. Padobranci imaju nacionalne PL dozvole.

Uz sekcij, LCM ima i dvije zrakoplovne škole i zrakoplovnu službu, te je jedini u Sloveniji koji pruža zrakoplovnu obranu od tuče.
LCM organizacije su:
- EASA ATO Letalski center Maribor, EASA Approved Training Organization SI. ATO.014, europska akreditirana zrakoplovna škola, temeljna je djelatnost cijele organizacije i temelj dugoročne kadrovske stabilnosti cjelokupnog LCMa s nositeljima CPL i ATPL dozvola.
- EASA AMO Aero center Maribor d.o.o., EASA odobrena organizacija za održavanje, dio 145 SI.145.15, europska akreditirana zrakoplovna služba.
- Nacionalna zrakoplovna i padobranska škola djeluje u skladu s nacionalnim propisima za ultralako letenje i padobranstvo.
- Obrana od tuče, OPT provodi operacije zasijavanja oblaka prskanjem CB, TCU oblaka srebrnim jodidom, koristeći Cessna TU206G Turbo Stationair II.

## Zrakoplovna škola EASA
Zrakoplovna škola u suvremenom obliku izravno nastavlja tradiciju školovanja pilota, širenja tehničke kulture i popularizacije zrakoplovstva te razvoja novih stručnih mladih zrakoplovnih kadrova, na temeljima koji su postavljeni 1927. godine sustvarajući materijalne, kadrovske i pravne uvjete za razvoj zrakoplovstva.
3.ožujku 1928. godine održana su prva predavanja, što ujedno označava i početak rada škole letenja.
LCM ima europsko akreditirane programe obuke za sljedeće dozvole ili ovlaštenja i upise unutar svoje SI zrakoplovne škole. ATO.014 (Odobrena organizacija za obuku) prema EASA-i (Europska agencija za sigurnost zračnog prometa) - europski propisi:
Licence
- PPL(A) - Licenca privatnog pilota zrakoplova
- SPL - Dozvola pilota jedrilice

Ovlaštenja
- NVFR - Ovlaštenje za noćni let
- TOW(S) - Ovlaštenje za vuču jedrilica
- TOW(B) - Ovlaštenje za vuču zastava
- FI(A) - Ovlaštenje instruktora letenja u zrakoplovu
- FI(S) - Ovlaštenje instruktora letenja jedrilice
- ACRO(S) - Akrobatsko ovlaštenje u jedrilicama

Upisi
- TW - Registracija za let na zrakoplovu s repnim kotačem odn klasična šasija
- VP - Prijava za letenje na letovima s prihvatljivim korakom propelera odn propeler s konstantnim brojem okretaja
- T - Prijava za letenje na turbinskim zrakoplovima odn kompresorsko punjenje motora
- RU - Registracija za let na zrakoplovu s uvlačivim stajnim trapom

## EASA zrakoplovna služba
LCM ima i vlastiti zrakoplovni servis u sklopu svoje organizacije: Aero center Maribor doo AMO (Approved Maintenance Organisation) SI.145.15, je ovlaštena organizacija za održavanje zrakoplova do 5700 kg sukladno europskim propisima: EASA (European Aviation Safety Agency) Dio 145 za bazno i linijsko održavanje zrakoplova.

## Nacionalna zrakoplovna škola
Nacionalna zrakoplovna škola djeluje u skladu s nacionalnim propisima za letenje ultralakim zrakoplovima i padobranstvo, a ove licence nisu izravno priznate od strane ostalih država članica EASA područja i trećih zemalja. Dijeli se na padobranski i ULN dio. Nacionalna zrakoplovna škola ima u sklopu svojih programa obuke :
Dozvole
- ULN(A) - Dozvola pilota ultralakog zrakoplova (tip zrakoplova s motorom)
- PL(A,B,C,D) - Dozvola za skok padobranom

## Flota danas

### Motorni zrakoplovi - Opće zrakoplovstvo
| Zrakoplov               | Reg.   | Uloga                                  |
| ----------------------- | ------ | -------------------------------------- |
| Cessna 152 dugog dometa | S5-DMG | školovanje i IFR                       |
| Cessna 152 dugog dometa | S5-DMI | školovanje                             |
| Cessna 152 dugog dometa | S5-DLC | školovanje                             |
| Cessna 152              | S5-DLD | školovanje                             |
| Cessna 172              | S5-DLM | leti okolo                             |
| Cessna 182              | OE-DGA | padobranstvo                           |
| Cessna 206 Turbo        | S5-DBS | protustruje, rute i IFR                |
| Cessna 340A             | G-HAFG | Obrana od tuče, rute, školovanje i IFR |
| Commander 114B          | S5-DRM | školovanje, rute i IFR                 |
| Piper PA-18             | S5-DBV | vuča jedrilice                         |

### Ultralaki zrakoplov
| Uređaj              | Reg.   | Uloga      |
| ------------------- | ------ | ---------- |
| Pipistrel virus 912 | S5-PEW | školovanje |
| TL-3000 Sirius      | S5-PGD | školovanje |
| ATEC 321 Faeta      | S5-PGE | rute       |

### Izložba
| Zrakoplov               | Reg.   |
| ----------------------- | ------ |
| McDonnell Douglas MD-82 | S5-ACC |

### Jedrilice
| Jedrilica               | Reg.        | Uloga                |
| ----------------------- | ----------- | -------------------- |
| Grob G-103 Twin II ACRO | S5-7501, MA | školovanje           |
| Grob G-103 Twin II ACRO | S5-7502, MB | školovanje           |
| Duo Discus              | S5-7525, MD | školovanje i preleti |
| DG 303                  | S5-3069, MM | preleti              |
| DG 101                  | S5-3038, M7 | preleti              |
| DG 101                  | S5-3039, M9 | preleti              |
| DG 100 Elan             | S5-3061, M3 | preleti              |

### Potporna tehnika
| Mašina | Svrha                         |
| --- | ----------------------------- |
| Kamionsko vitlo - Magirus Deutz 170D11 dizel 8424cc 130 kW 11,5 tona,                                                 | Vuča jedrilica                |
| Vatrogasno vozilo - Zastava 650AN diesel 4570cc 74kW 7,5 tona 1983.                                                   | Vatrogasni kamion             |
| Traktorska kosilica - FIAT Štore 402 Super diesel 2339cc 30,9kW 1,55 tona,                                            | Kosilica                      |
| Automobil Follow-Me - Volkswagen Golf Mk3 dizel nadogradite da me pratite za povlačenje pletenica na startu jedrilice | Follow me povlačeći pletenice |
| Mini cisterna - Renault Kangoo diesel 1461cc 62kW 1,89 tona 2007. nadogradnja sa spremnikom od 300 l                  | Auto za prijevoz goriva       |

### Kronološki pregled predsjednika i upravitelja udruge
Na kraju zapisnika leta umjesno je navesti sadašnje predsjednike i upravitelje. Možda je neko ime izostavljeno, ali ne namjerno, već zbog nedostatka arhivskih podataka. Duljina ustrajnosti na čelnoj poziciji predsjednika (koja je uvijek bila amaterska) i obnašanju dužnosti voditelja udruge odn. letačka škola (koja je uglavnom bila profesionalna) varirala je od nekoliko mjeseci do nekoliko godina.

#### Predsjednici
dr. Josip Tominšek, Dr. Horvat, Branko Ivanuš, Karel Reberšek, Štefan Pavšič, Vlado Krivanek, Peter Kociper, Ivan Vizjak, Jože Kuntner, Milan Podkrižnik, Gabrijel Jesenšek, Stane Benčič, Anton Malek, Borut Kulovec, Marko Medved, Dr. Stane Kodrin, Edi Muršec, Ivan Trojner, Andrej Gregorič, Jernej Vaupotič, Filip Tobias, Stanko Kranjc

#### Upravitelji
Drago Munda, Franc Breznik, Nikola Stanković, Vlado Krivanek, Franc Bračič, Anton Malek, Ivan Puhlin, Milivoj Belančić, Franc Mordej, Anton Rajšp, Danilo Šeško, Franc Rozman, Stanko Veber, Oto Verbančič, Franc Šporn, Vlado Kočevar, Edi Muršec, Rudi Erjavec, Edi Vrečko, Zoran Gradišnik, Danilo Kovač, Simona Potočnik

## Vanjske poveznice
- Domača stranica: Letalski center Maribor: http://www.lcm.si/
- Facebook stranica: Letalski center Maribor: https://www.facebook.com/lcm.si/
- Instagram stranica: Letalski center Maribor: https://www.instagram.com/letalskicentermaribor/
- Padobranska web stranica: Skydive Maribor: https://www.skydivemaribor.com/
- Web stranica usluge: Aero centar Maribor: https://aerocenter-mb.si/